# Libanon i olympiska sommarspelen 1996
Libanon deltog i de olympiska sommarspelen 1996 med en trupp bestående av en deltagare, men ingen av landets deltagare erövrade någon medalj.

## Bordtennis
Damsingel
- Larissa Chouaib
  - Gruppspel (gick inte vidare)